# Northrop Grumman B-2 Spirit
Boeing B-2 Spirit, cunoscut și sub numele de Stealth Bomber, este un bombardier strategic american de tip stealth care poate lansa atât bombe obișnuite, cât și bombe nucleare. Este construit de către compania Northrop Grumman și este cel mai scump avion din lume construit vreodată. Costurile se ridică până la aproximativ 2.5 miliarde de dolari, existând doar 21 de aeronave construite în lume. Este un bombardier greu observabil, strategic, cu rază lungă de acțiune, capabil să pătrundă prin scuturi sofisticate și dense de apărare aeriană, neputând fi detectat de radare. B-2 Spirit este capabil de misiuni de atac la toată altitudinea de până la 15.240m, cu o rază de acțiune de peste 11.112km fără combustibil și peste 18.520km cu o singură realimentare, având posibilitatea de a zbura în orice punct al lumii în câteva ore. 

## Origini
La începutul anilor 1980 Uniunea Sovietică a introdus o nouă generație de avioane de vânătoare/interceptare Suhoi Su-27, Mikoian-Gurevici MiG-29, și mai ales Mikoian-Gurevici MiG-31, împreună cu avioane de avertizare timpurie și urmărire a spațiului aerian de tip Beriev A-50. Toate aceste avioane dispun de radare cu capacitate look down/shoot down de a detecta, urmări și ataca ținte aflate sub orizontul radarului. Astfel, tactica folosită până atunci de bombardierele americane B-52 și de prototipurile B-1 de a penetra spațiul inamic zburând la altitudini foarte joase, sub câmpul de detecție al radarelor terestre și al celor aeriene, a devenit riscantă.
Odată cu dezvoltarea de către compania Northrop a tehnicii de software numită continuous curvature (curbură continuă) pentru măsurarea reflexiei undelor radar pe suprafețe rotunde (vezi Tacit Blue), s-a putut proiecta un avion greu detectabil care să aibă un coeficient aerodinamic mult mai redus decât la F-117.
Conceptul unui bombardier strategic capabil să penetreze nedectat spațiul aerian sovietic a apărut la sfârșitul anilor 1970. Ideea era ca avionul să poată pătrunde în primele ore ale unui război nuclear în spațiul aerian sovietic, fără riscul de a fi detectat cu mijloace de radiolocație sau cu senzori în infraroșu. Avea sarcina de a căuta și distruge ținte de importanță maximă precum rachetele balistice sovietice mobile (SS-25), centre de comandă și control, precum și de a crea breșe de mari dimensiuni în sistemul de apărare antiaeriană sovietic. Astfel, bombardierele ușor detectabile B-52 și B-1 ar fi primit culoar liber pentru a ataca ținte strategice, de care nu s-ar fi putut apropia în alte condiții.
Caietul de sarcini prevedea un radar multimod cu baleiaj electronic pasiv și probabilitate joasă de intercepție, care este cuplat la un sistem de navigație inerțială și prin satelit GPS pentru ghidarea de mare precizie a armelor. Fuzelaj cu semnătură radar și infraroșu foarte redusă. Rază de acțiune intercontinentală (inclusiv capacitate de realimentare în zbor) și capacitate de a transporta toată gama de arme convenționale și nucleare.
Este primul avion proiectat integral pe calculator. A fost nevoie de inventarea a sute de materiale noi, noi procese de proiectare, testare și fabricație asistate de calculator. A fost nevoie de testarea extensivă pe calculator a tuturor caracteristicilor aerodinamice și de semnătură radar.
Detectabilitatea foarte scăzută prin radar a necesitat alegerea unei configurații de tip aripă zburătoare (vezi Northrop YB-49). Însă instabilitatea aerodinamică a acestei configurații trebuie compensată permanent de un sistem computerizat de control al zborului „fly-by-wire”. Pentru ca acest avion să poată zbura și îndeplini misiunea este nevoie de aprox. 200 de calculatoare cu sarcini specifice.
Costurile de cercetare și dezvoltare s-au ridicat la aprox. 46 de miliarde de dolari.

## Operatori

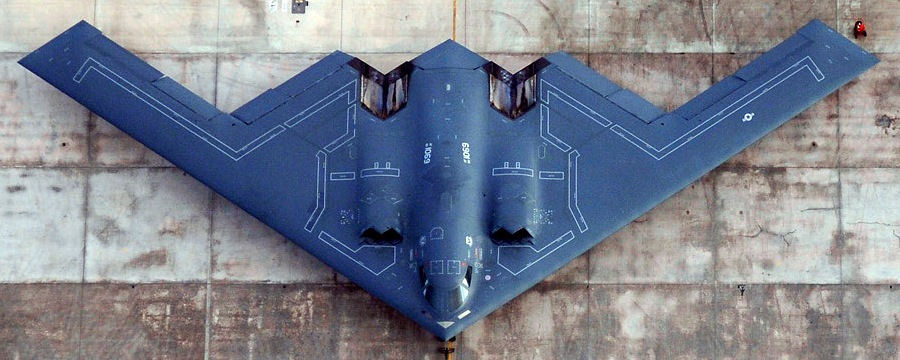
Spirit of Indiana

- Spirit of Indiana509th Bomb Wing, Whiteman Air Force Base
- 13th Bomb Squadron
- 393d Bomb Squadron
- 394th Combat Training Squadron
- 53d Wing, Eglin Air Force Base
- 72d Test and Evaluation Squadron, Whiteman Air Force Base
- 57th Wing, Nellis Air Force Base
- 325th Weapons Squadron, Whiteman Air Force Base
- 715th Weapons Squadron inactivatedSpirit of New York

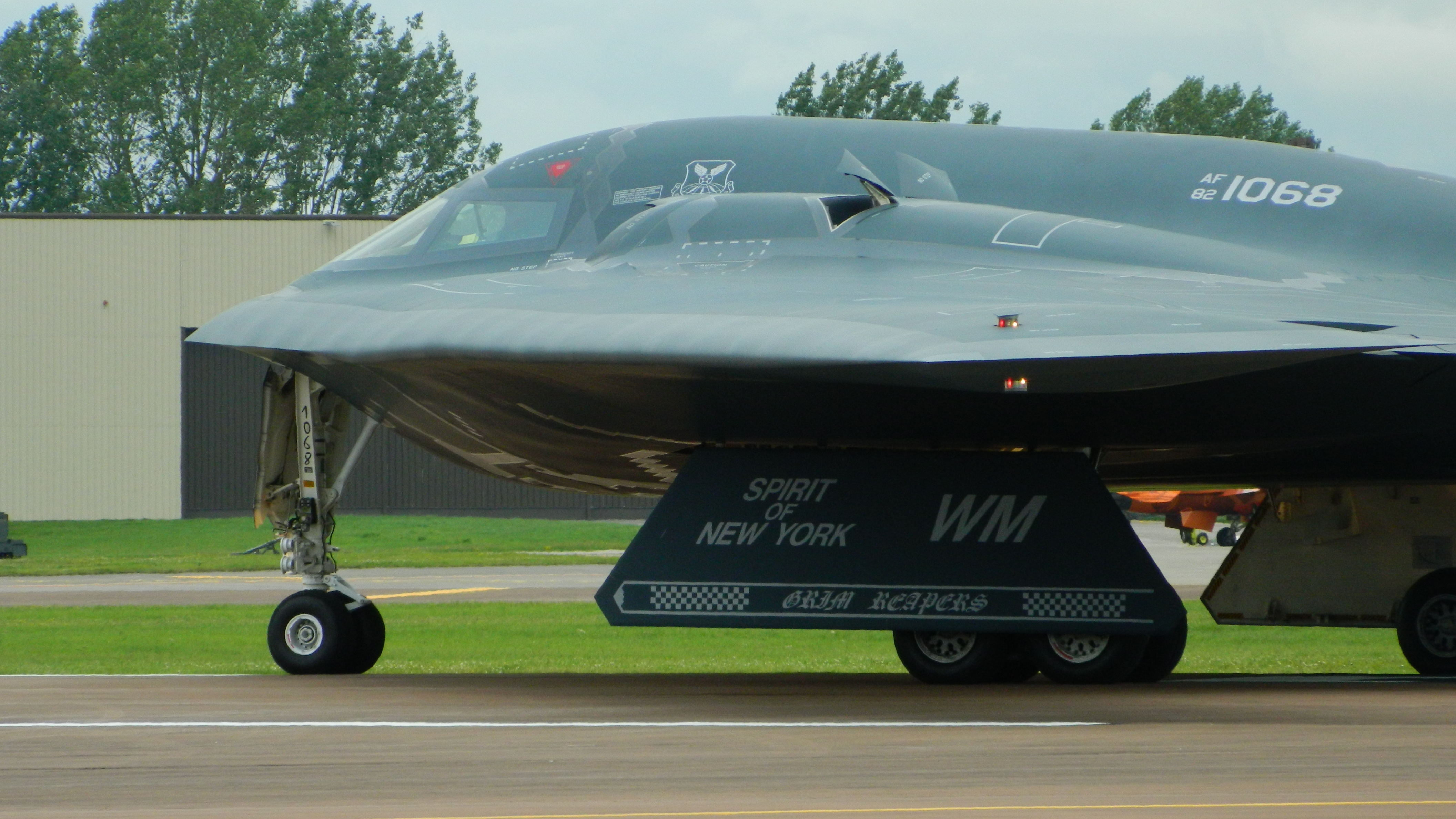
Spirit of New York

## Caracteristici generale
- Echipaj: 2
- Lungime: 69 ft (20,9 m)
- Anvergura aripii: 172 ft (52,4256 m)
- înălțime: 17 ft (5,1 m)
- Suprafața aripii: 5.000 ft² (460 m²)
- Masa (gol): 158.000 lb (71.700 kg)
- Masa (încărcat): 336.500 lb (152.600 kg)
- Masa maximă la decolare: 376.000 lb (171.000 kg)
- Motor: 4× General Electric F118-GE-100 turboventilator cu dublu-flux, 17.300 lbf (77 kN) fiecare

## Performanțe
- Viteza maximă: 410 knots (475 mph, 764 km/h)
- Raza de acțiune: 6.500 mi (5.600 nm, 10.400 km)
- Plafon operațional: 50.000 ft (15.000 m)
- Încărcare aripii: 67,3 lb/ft² (329 kg/m²)
- Raport tracțiune/greutate: 0,205